# Шейнер, Вильгельм
Вильгельм Фридрих Шейнер (нем. Wilhelm Scheiner; 2 июля 1852, Зиген - 6 ноября 1922, Кёльн ) — немецкий художник-пейзажист и фотограф.

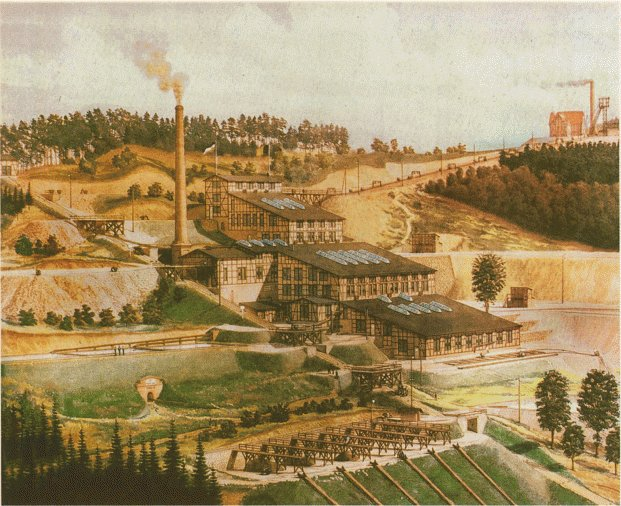

## Биография
Сын художника-пейзажиста Якоба Шейнера (1820-1911). В 1854 г. переехал в Кельн со своими родителями. После четырех лет службы в армии был признан непригодным к армейской службе в 1875 году из-за физических недостатков, после чего поступил в Политехнический институт в Аахене. Сначала хотел быть инженером-механиком, но позже переключился на изучение химии и металлургии . После окончания учёбы работал на металлургических заводах, с 1878 по 1882 год в качестве технического руководителя. По состоянию здоровья ушёл с работы в 1881 году, переехал к родителям в Кёльн и посвятил себя изобразительному искусству.

## Творчество
Художественное творчество художника можно отнести к предметной живописи , которая была особенно распространена  в XIX веке . Сюжетами его картин были городские пейзажи Зигена и Кёльна . Промышленная живопись также является частью его творчества. Использовал фотографии для своих акварельных работ.

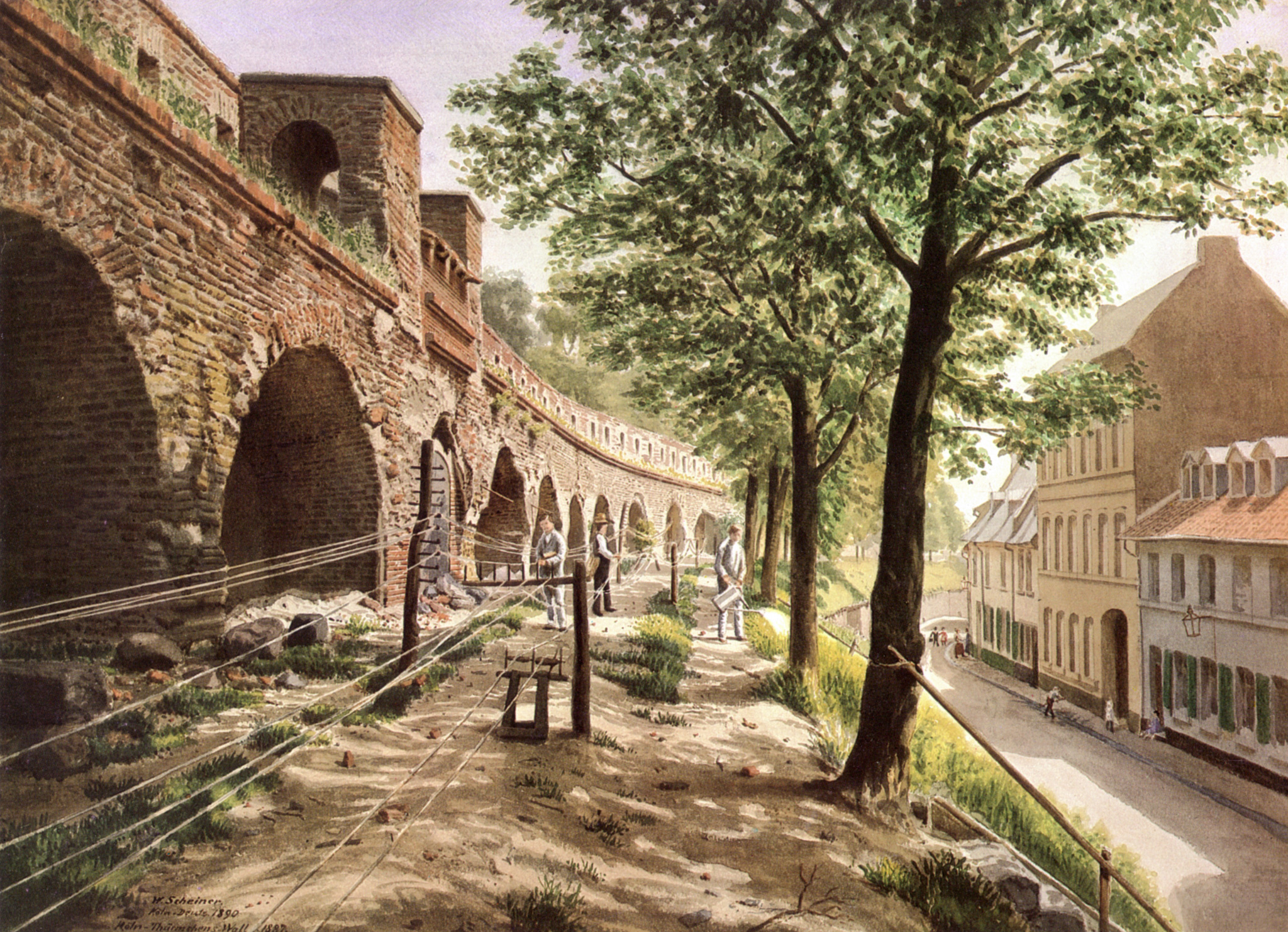
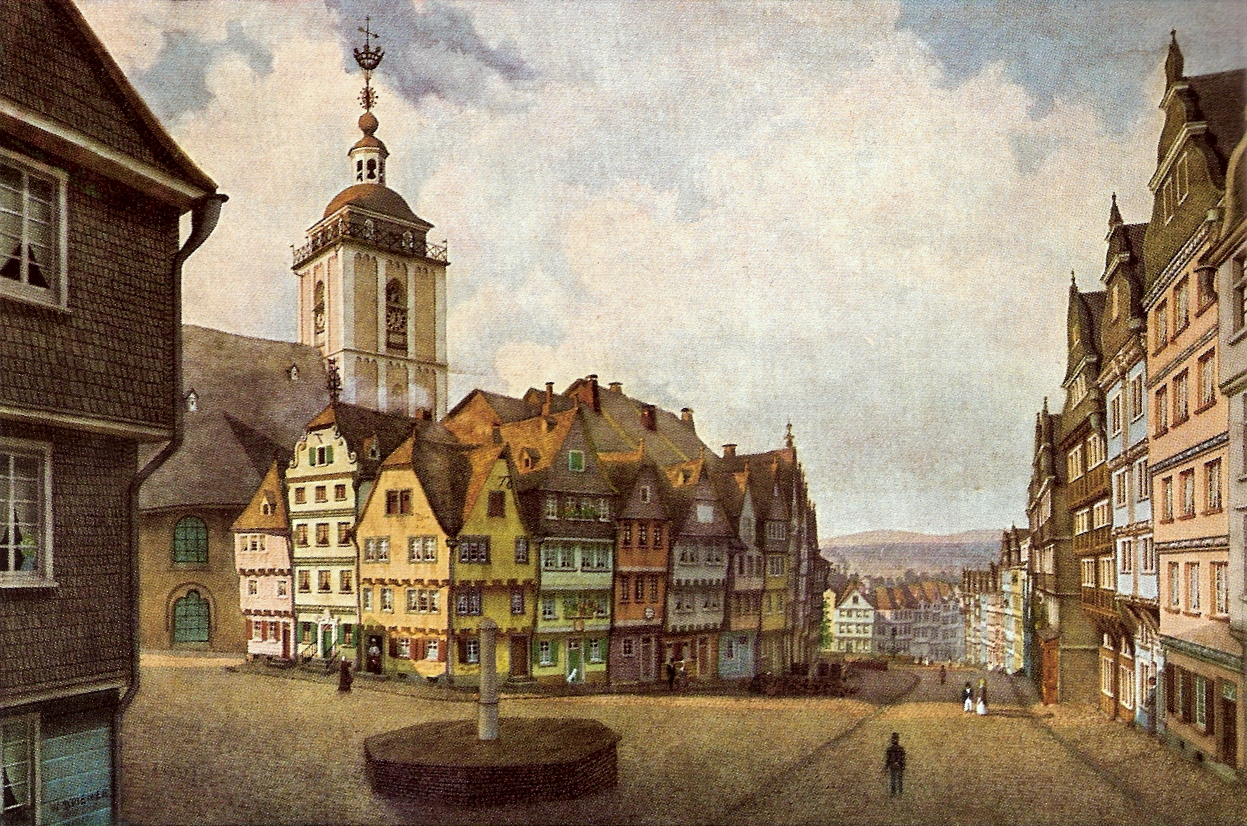
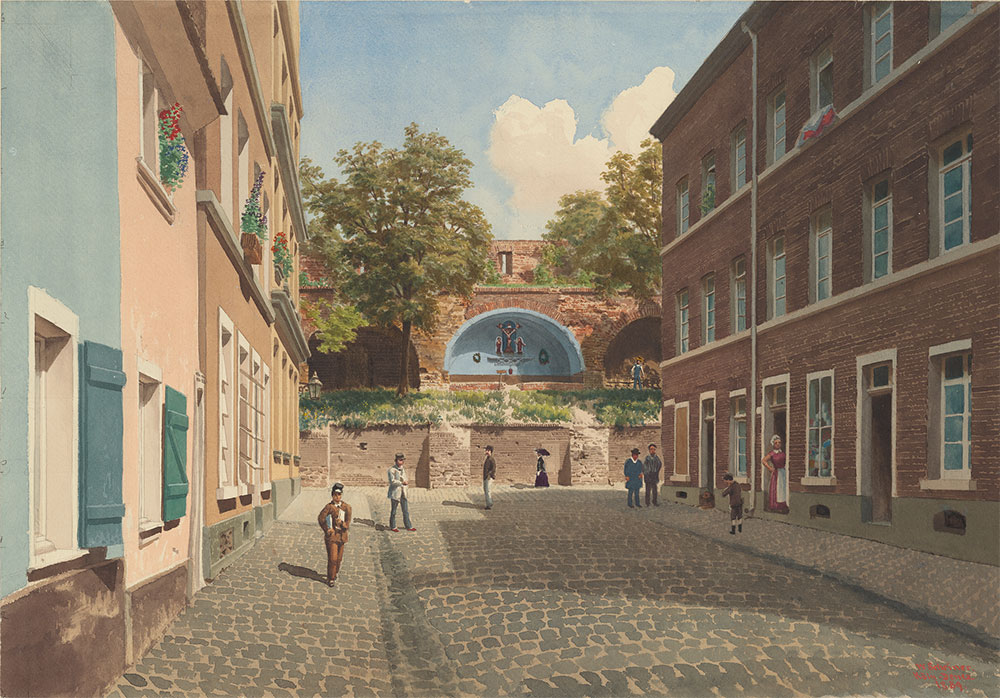
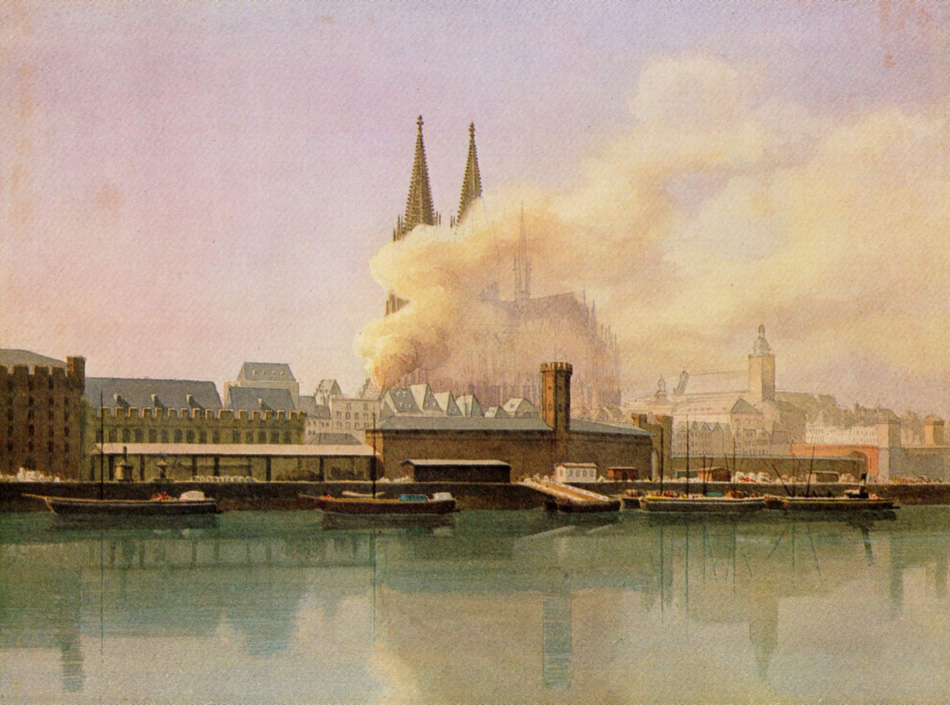
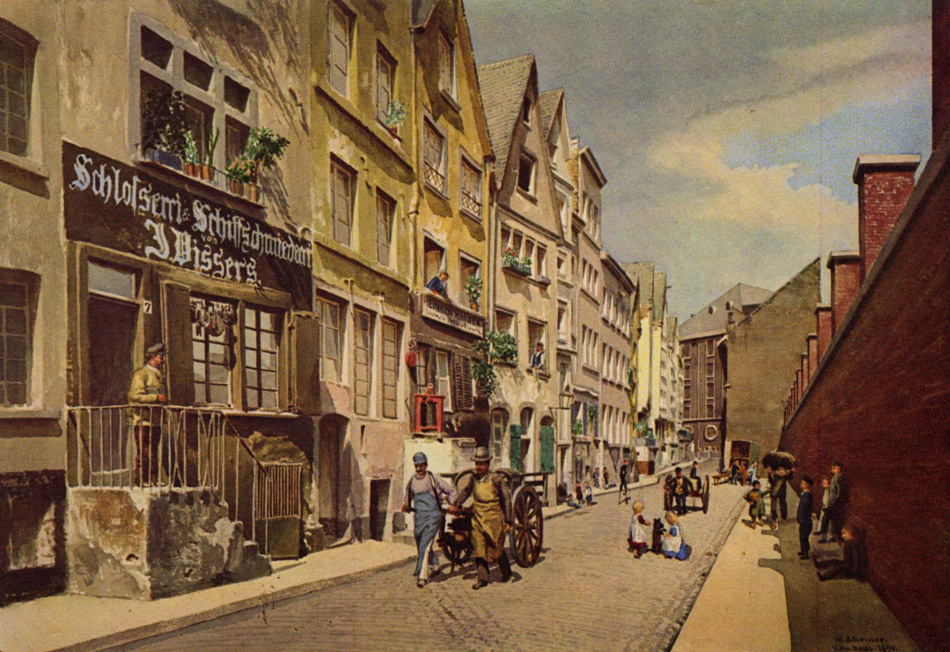
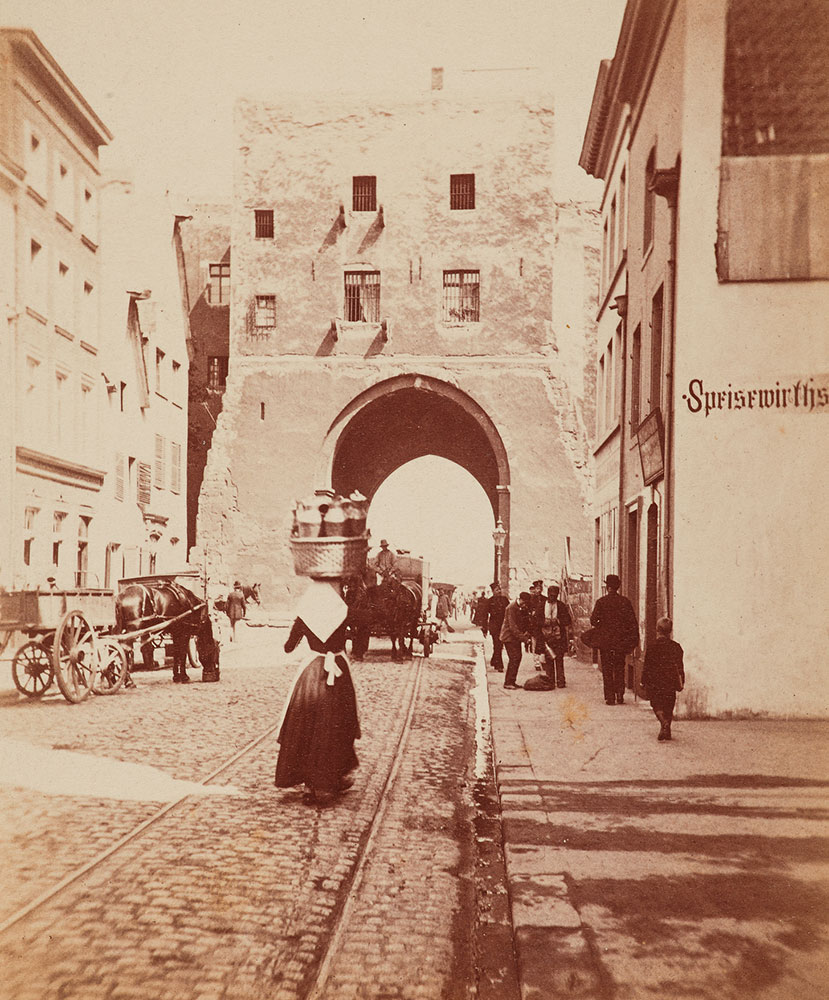